# Boček III. von Podiebrad
Boček III. von Podiebrad (auch Boček III. von Kunstadt und Podiebrad, Boczek/Botschek von Podiebrad, manchmal auch Boček der Jüngere von Podiebrad; tschechisch Boček III. z Poděbrad, Boček III. z Kunštátu a Poděbrad, Boček mladší z Poděbrad; † 1429) war ein böhmisch-mährischer Adliger und Anhänger der Hussiten.

## Leben
Boček III. entstammte dem Adelsgeschlecht Podiebrad. Seine Eltern waren Boček II. von Podiebrad und Anna Elisabeth von Leipa (Anna Eliška z Lipé), eine Tochter des Heinrich von Leipa (Jindřich z Lipé). In manchen Quellen wird er auch als Boček der Jüngere bezeichnet, wobei dieser Zusatz im Zusammenhang mit seinem gleichnamigen Vater Boček II. gebraucht wird, der gelegentlich in den Quellen auch Boček der Ältere genannt wird.
Erstmals urkundlich erwähnt wurde Boček III. 1395 und danach mehrmals gemeinsam mit seinem Vater. Nach dem Tod des Vaters 1417 erbten Boček III. und sein jüngerer Bruder Viktorin die mährischen Besitzungen gemeinsam. Viktorin erbte zudem die böhmischen Herrschaften Litice und Náchod sowie die Herrschaft Hummel, während der jüngste Bruder Hynek den Podiebrader Stammsitz erhielt. Jan, der älteste Bruder, starb zwischen 1407 und 1409, noch zu Lebzeiten des Vaters. Zusammen mit seinem Bruder Viktorin führte Boček III. mehrere gerichtliche Auseinandersetzung um ihre mährischen Besitzungen, u. a. mit ihren entfernten Verwandten Gerald/Heralt Puška von Kunstadt und Smil von Kunstadt auf Bludov. 1417 erstritt Boček III. die Burg Pyšolec, ein Jahr später gelang es ihm, die Herrschaft Vranová Lhota an sich zu bringen. 
Nach Beginn der Hussitenkriege nahm Boček III. an der Brünner Versammlung teil, an der die mährischen Adligen genötigt wurden, die Vier Prager Artikel abzulehnen und dem böhmischen König Sigismund Gehorsam zu leisten. Kurze Zeit später bekannte sich Boček III. jedoch zu den Hussiten. 1422 beteiligte er sich an der hussitischen Belagerung von Kremsier.
Boček III. lebte überwiegend in Mähren und titulierte als Herr auf Bouzov, bzw. noch 1427 als Herr auf Třebová. Er war nicht verheiratet und hinterließ keine Nachkommen. Sein Todesjahr ist nicht sicher belegt, es wird jedoch angenommen, dass er seinen Bruder Viktorin, der 1427 starb, um ein oder zwei Jahre überlebte, während deren Bruder Hynek schon 1426 starb.